# Chrysosyrphus nasuta
Chrysosyrphus nasuta är en tvåvingeart som först beskrevs av Zetterstedt 1838.  Chrysosyrphus nasuta ingår i släktet fjällblomflugor, och familjen blomflugor. Inga underarter finns listade i Catalogue of Life.